# یاماگاتا ماساکاگه

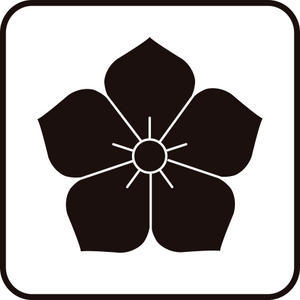
نشان خانوادگی

یاماگاتا ماساکاگه (به ژاپنی: 山県 昌景 YamagataMasakage) (۱۵۲۴ – ۲۹ ژوئن، ۱۵۷۵)؛ یک سامورایی در دوره سنگوکو و یکی از ۲۴ ژنرال تاکدا شینگن بود. برادر کوچکتر اوبو توراماسا بود. او یکی از خشن‌ترین جنگجویان تاکدا بود.
در اکتبر ۱۵۶۵، یوشینوبو با برادر بزرگتر ماساکاگه، اوبو توراماسا (یکی از بیست و چهار ژنرال تاکدا شینگن) و دیگران برای برنامه‌ریزی شورشی علیه شینگن توطئه کردند. برخی معتقدند این برادر کوچکترش یاماگاتا ماساکاگه بود که فعالیت‌های توطئه آمیز او را فاش کرد.
یاماگاتا در بسیاری از نبردهای تاکدا شینگن شرکت کرد و در شینانو به او فیف داده شد.
او در نبرد میماستوگه در سال ۱۵۶۹ حضور داشت و قلعه یوشیدا، متعلق به توکوگاوا، را در طی مبارزات میکاتاگاهارا (۱۵۷۲–۱۵۷۳) تصرف کرد و در نبرد بعدی میکاگاگاهارا حضور داشت.
یاماگاتا با قرض گرفتن از برادر فقید خود، تا حد امکان بسیاری از ملازم‌های شخصی خود را در زره‌های قرمز روشن تجهیز کرد و به سربازان یاماگاتا لقب «هنگ سرخ» یا «واحد قرمز (آتش)» را داد، اگرچه ممکن است این عبارت بعداً ابداع شده باشد.
در نبرد ناگاشینو (۱۵۷۵) یاماگاتا فرماندهی پیشتاز جناح چپ تاکدا را برعهده داشت و از اسب خود در حال حمله به خطوط اودا/توکوگاوا مورد اصابت گلوله قرار گرفت.
طبق افسانه، شینگن در سال ۱۵۷۳ یاماگاتا را از بستر مرگ صدا زد و به او دستور داد که بنرهای شینگن را در پل ستا، دروازه سنتی شرقی کیوتو، نصب کند.